# Striden vid Jynkkä

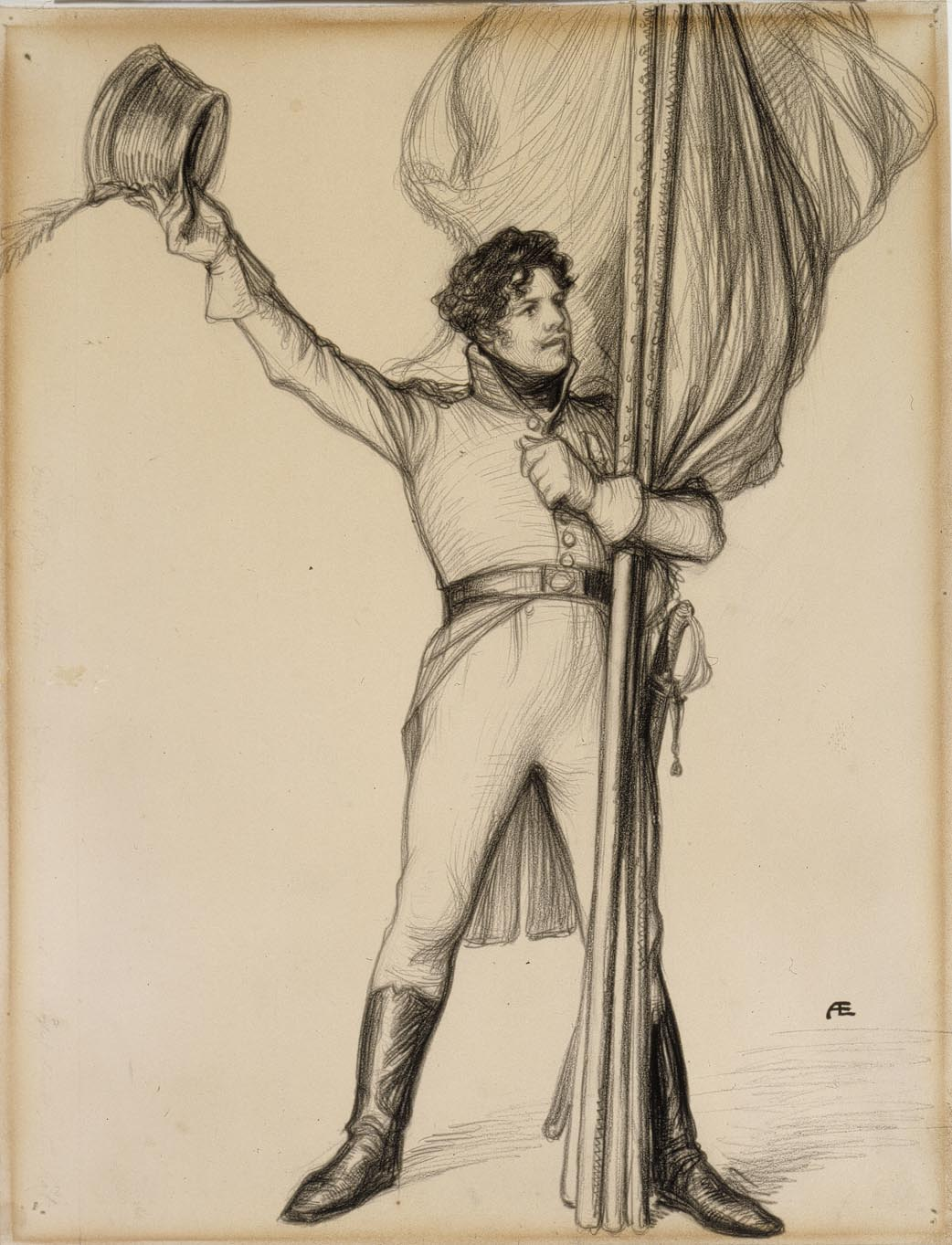
Joachim Zachris Duncker, tecknad av Albert Edelfelt.

Striden vid Jynkkä var en strid under finska kriget 1808–1809. Striden stod mellan svenska och ryska styrkor den 15 mars 1808 vid Jynkkä, söder om Kuopio.

## Bakgrund
Efter striden vid Leppävirta den 11 mars fortsatte de svenska trupperna i Savolax sin reträtt norrut. Den 13 mars fördes större delen av manskapet in i Kuopio, förutom två kompanier infanteri, 20 dragoner och 1 kanon, vilka bildade arriärgarde söder om staden under befäl av Joachim Zachris Duncker. Dessa stod den 15 mars vid Jynkkä, då ryska styrkor nalkades området.

## Striden
Den ryska huvudstyrkan observerades framrycka mot orten klockan 08:00 av de svenska förposterna. Klockan 09:00 inleddes anfallet mot dessa, men det svenska manskapet kunde som ett resultat av svårgenomträngliga snömängder och eldgivning avslå fienden i tre timmar. När ryska skidsoldater sedan hotade de svenska flankerna ryckte styrkan tillbaka förbi Jynkkä och tog ställning över den frusna Kallavesis is, nordöst om orten.
Då det fientliga kavalleriet sågs förbereda sig för ett anfall slöt Duncker sitt detachement. Vänstra flanken, förankrad mot en bergssida, leddes av Carl Wilhelm Malm, högra flanken av Johan Jacob Burman och centern av Duncker. Det ryska kavalleriet framryckte 300 man starkt mot den svenska vänsterflanken. På grund av snön minskades deras hastighet i anfallet och en svensk salva tvingade dem att genast återgå.
Efter de misslyckade anfallen förde de ryska styrkorna fram fyra haubitsar, som med kartesch tvingade det svenska detachementet att retirera. Åter ett kavallerianfall mot högerflanken avvisades, efter vilket de svenska dragonerna gick till motanfall och tillfångatog en husar. Det ryska artilleriet fortsatte därefter sin verkan mot den svenska styrkan.
Duncker informerades nu av adjutanten Carl Wilhelm Brusin att resten retirerat över sjön till Toivala, där brigaden nu tagit ställning, samt att han skulle retirera med sitt detachement. Duncker retirerade därav växelvis med kompanierna mot Kuopio, förstärkt av ett kompani från Savolax lätta infanteriregemente, och gick sedan i kolonn från staden över Kallavesi. Under marschen över sjön stannade svenskarna med jämna mellanrum för att bjuda motstånd åt de ryska styrkorna.
Klockan 16:00 nådde Dunckers detachement sjöns norra strand och vid ön Vaajasalo organiserade de åter en försvarsställning. De ryska styrkorna framryckte över isen i fem kolonner, efter vilket en artilleriduell utbröt. Klockan 21:00 framryckte ryska skidsoldater över brigadens vänstra flank, vilket tvingade brigadchefen, Johan Adam Cronstedt, att slutligen beordra en reträtt från området. I en utvärdering av generalstabens krigshistoriska avdelning skrevs det att Cronstedt hade "Dunckers kallblodigt utförda återtåg uteslutande att tacka för att han utan nämnvärda förluster kunde fortsätta sitt återtåg norrut".